# 婆罗真鲨
婆罗真鲨（学名：Carcharhinus borneensis），是軟骨魚綱真鯊目真鲨科真鲨属一种，被IUCN列為極危保育類動物，分布于太平洋西部的热带海域。本种由荷兰学者彼得·布莱克尔于1858年描述发表。种加词源自本种的模式产地，今印度尼西亚西加里曼丹省山口洋沿岸海域。

## 形态特征
本魚體型細長，鼻尖而長，鼻孔狹窄長有乳頭狀皮瓣，眼睛大且呈圓形，並具有瞬膜。嘴角有短而模糊的皺紋，緊上方是一系列擴大的毛孔，上齒排為25-26排，下齒排為23-25排，五對鰓縫。胸鰭短、尖、呈鐮刀形，而腹鰭小且呈三角形，後緣近乎直。第一個背鰭大且呈三角形，有一個鈍的頂端，第二背鰭小而低，起源於臀鰭基部的中部。背鰭之間沒有脊，尾柄在上尾鰭葉的起點有一個深的新月形凹坑。不對稱的尾鰭有一個發達的下葉和一個較長、狹窄的上葉，在尖端附近有一個強大的腹側切跡。全长（TL）237-618毫米；背部为蓝灰色，腹部为白色；鳍没有明显的黑色图案，胸鳍和尾鳍下叶具白色边缘。

## 生態
本魚棲息在沿海沙泥底質海域，屬肉食性，可能以硬骨魚類為食，胎生，雌魚每每次可產下6尾幼魚，幼魚出生時身長接近24-28公分。

## 經濟利用
在當地可作為食用魚。